# Mistrzostwa Polski w Skokach Narciarskich 2019
93. Mistrzostwa Polski w Skokach Narciarskich – zawody mające na celu wyłonienie najlepszych skoczków narciarskich w Polsce, które dla mężczyzn odbyły się 26 grudnia 2018 roku na Wielkiej Krokwi w Zakopanem, natomiast zawody indywidualne kobiet zostały rozegrane w terminie 8 marca na Małej Krokwi. Na dni 12–13 marca w Szczyrku był planowany konkurs indywidualny mężczyzn na skoczni normalnej, jednakże został odwołany z uwagi na kolizję terminów z Raw Air.
Wśród mężczyzn tytułu bronił Stefan Hula, natomiast wśród pań broniła Anna Twardosz.

## Skocznie
| Zdjęcie | Nazwa skoczni  | Miejscowość | K    | HS    | Rekord skoczni | Rekord skoczni | Rekord skoczni | Źr.   |
| Zdjęcie | Nazwa skoczni  | Miejscowość | K    | HS    | Odległość      | Rekordzista    | Data           | Źr.   |
| ------- | -------------- | ----------- | ---- | ----- | -------------- | -------------- | -------------- | ----- |
|         | Wielka Krokiew | Zakopane    | K125 | HS140 | 141,5 m        | Kamil Stoch    | 27.01.2018     | [ 6 ] |
|         | Mała Krokiew   | Zakopane    | K65  | HS72  | 67,5 m         | Joanna Szwab   | 2.03.2019      | [ 7 ] |

## Program zawodów

### Mężczyźni
Źródło: PZN.
| Dzień      | Konkurencja          | Początek (CET) | Liczba uczestników |
| ---------- | -------------------- | -------------- | ------------------ |
| 26 grudnia | Seria próbna         | 13:45          | —                  |
| 26 grudnia | Konkurs indywidualny | 14:45          | 39                 |

### Kobiety
| Dzień   | Konkurencja          | Liczba uczestniczek |
| ------- | -------------------- | ------------------- |
| 8 marca | Konkurs indywidualny | 11                  |

## Jury
Źródło: PZN.
| Sędzia                | Mężczyźni | Kobiety |
| --------------------- | --------- | ------- |
| Jan Ciapała           | B         |         |
| Tomasz Galica         | C         | A       |
| Ryszard Guńka         | A         | E       |
| Marek Pilch           | D         |         |
| Jarosław Poloczek     | E         |         |
| Piotr Drąg            |           | B       |
| Kazimierz Długopolski |           | C       |
| Artur Pawłowski       |           | D       |

## Wyniki

### Konkurs indywidualny mężczyzn (26.12.2018)
| M    | Zawodnik              | Seria 1 | Seria 1 | Seria 2 | Seria 2 | Wynik punktowy |
| M    | Zawodnik              | Skok    | Nota    | Skok    | Nota    | Wynik punktowy |
| ---- | --------------------- | ------- | ------- | ------- | ------- | -------------- |
| 1.   | Kamil Stoch           | 140,0 m | 165,3   | 134,5 m | 165,7   | 331,0          |
| 2.   | Dawid Kubacki         | 136,0 m | 164,1   | 119,0 m | 135,3   | 299,4          |
| 3.   | Stefan Hula           | 126,5 m | 145,0   | 121,5 m | 139,8   | 284,8          |
| 4.   | Maciej Kot            | 126,5 m | 143,5   | 120,5 m | 138,0   | 281,5          |
| 5.   | Jakub Wolny           | 124,5 m | 141,4   | 119,5 m | 135,7   | 277,1          |
| 6.   | Piotr Żyła            | 117,0 m | 123,9   | 127,5 m | 151,6   | 275,5          |
| 7.   | Aleksander Zniszczoł  | 118,5 m | 128,1   | 125,0 m | 146,1   | 274,2          |
| 8.   | Kacper Juroszek       | 122,0 m | 104,6   | 133,0 m | 121,9   | 226,5          |
| 9.   | Bartosz Czyż          | 125,0 m | 112,0   | 115,5 m | 92,4    | 204,4          |
| 10.  | Mateusz Gruszka       | 119,5 m | 101,1   | 120,5 m | 102,9   | 204,0          |
| 11.  | Kacper Stosel         | 122,5 m | 106,5   | 109,5 m | 80,1    | 186,6          |
| 12.  | Adam Niżnik           | 118,0 m | 97,9    | 113,5 m | 88,3    | 186,2          |
| 13.  | Jarosław Krzak        | 118,0 m | 96,9    | 111,0 m | 83,3    | 180,2          |
| 14.  | Damian Skupień        | 106,5 m | 74,7    | 121,5 m | 104,7   | 179,4          |
| 15.  | Vojtěch Štursa        | 113,5 m | 87,3    | 113,5 m | 88,8    | 176,1          |
| 16.  | Damián Lasota         | 110,5 m | 82,4    | 112,5 m | 87,0    | 169,4          |
| 17.  | Krzysztof Kieta       | 106,5 m | 74,2    | 111,5 m | 85,2    | 159,4          |
| 18.  | Krystian Zygmuntowicz | 105,0 m | 69,0    | 111,0 m | 82,3    | 151,3          |
| 19.  | Karol Niemczyk        | 92,5 m  | 47,5    | 117,5 m | 97,5    | 145,0          |
| 20.  | Michał Martynek       | 104,0 m | 69,7    | 107,0 m | 73,6    | 143,3          |
| 21.  | Krzysztof Leja        | 97,5 m  | 56,5    | 110,0 m | 82,0    | 138,5          |
| 22.  | Szymon Pawłowski      | 105,5 m | 70,9    | 102,5 m | 66,0    | 136,9          |
| 23.  | František Holík       | 105,0 m | 72,0    | 100,0 m | 62,0    | 134,0          |
| 24.  | Jan Habdas            | 96,5 m  | 50,7    | 108,0 m | 72,9    | 123,6          |
| 25.  | Szymon Zapotoczny     | 107,5 m | 75,0    | 93,0 m  | 43,4    | 118,4          |
| 26.  | Łukasz Bukowski       | 95,0 m  | 48,0    | 100,5 m | 58,9    | 106,9          |
| 27.  | Arkadiusz Jojko       | 95,5 m  | 48,9    | 99,0 m  | 55,7    | 104,6          |
| 28.  | Bartłomiej Klimowski  | 92,5 m  | 46,0    | 96,5 m  | 53,7    | 99,7           |
| 29.  | Mateusz Rajda         | 96,0 m  | 52,8    | 93,5 m  | 44,3    | 97,1           |
| 30.  | Stanisław Ciszek      | 95,5 m  | 51,4    | 91,5 m  | 44,2    | 95,6           |
| 31.  | Szymon Jojko          | 91,5 m  | 44,7    | NQ      | NQ      | 44,7           |
| 32.  | Artur Kukuła          | 88,5 m  | 37,8    | NQ      | NQ      | 37,8           |
| 33.  | Iwan Zełenczuk        | 88,5 m  | 34,3    | NQ      | NQ      | 34,3           |
| 34.  | Dawid Haberny         | 87,5 m  | 33,0    | NQ      | NQ      | 33,0           |
| 35.  | Wiktor Węgrzynkiewicz | 84,0 m  | 28,2    | NQ      | NQ      | 28,2           |
| 36.  | Jan Bukowski          | 81,0 m  | 23,8    | NQ      | NQ      | 23,8           |
| 37.  | Wiktor Fickowski      | 80,0 m  | 23,0    | NQ      | NQ      | 23,0           |
| 38.  | Tomasz Piczura        | 76,0 m  | 10,8    | NQ      | NQ      | 10,8           |
| 39.  | Andrij Pełeszok       | 70,0 m  | 0,0     | NQ      | NQ      | 0,0            |
| 40 ! | Wojciech Marusarz     | DNS     | DNS     | DNS     | DNS     |                |
| 40 ! | Stanisław Majerczyk   | DNS     | DNS     | DNS     | DNS     |                |

### Konkurs indywidualny kobiet (8 marca 2019)
Konkurs ograniczono do jednej serii.
| M   | Zawodnik            | Seria 1 | Seria 1 | Wynik punktowy |
| M   | Zawodnik            | Skok    | Nota    | Wynik punktowy |
| --- | ------------------- | ------- | ------- | -------------- |
| 1.  | Joanna Szwab        | 63,5 m  | 104,4   | 104,4          |
| 2.  | Anna Twardosz       | 62,5 m  | 103,5   | 103,5          |
| 3.  | Joanna Kil          | 61,5 m  | 100,6   | 100,6          |
| 4.  | Magdalena Pałasz    | 56,5 m  | 87,6    | 87,6           |
| 5.  | Nicole Konderla     | 51,5 m  | 72,1    | 72,1           |
| 6.  | Marcelina Bełtowska | 47,5 m  | 60,5    | 60,5           |
| 7.  | Wiktoria Polanowska | 45,0 m  | 53,5    | 53,5           |
| 8.  | Wiktoria Przybyła   | 44,0 m  | 51,6    | 51,6           |
| 9.  | Nikola Pietraszko   | 41,0 m  | 43,4    | 43,4           |
| 10. | Róża Pawlikowska    | 41,0 m  | 41,9    | 41,9           |
| 11. | Natalia Kobiela     | 35,0 m  | 27,5    | 27,5           |